# Брайант, Чарльз Дэвид Джонс
Чарльз Брайнт (англ. Charles David Jones Bryant; 1883—1937) — австралийский художник, писал маслом преимущественно на морские темы.

## Биография
Родился 11 мая 1883 года в городке Энмоур, предместье Сиднея; был пятым сыном Джона Эмброуза Брайнта и его жены Каролины, урождённой Лидон.
Первоначальное образование получил в Sydney Grammar School и одновременно учился игре на виолончели. После окончания школы получил должность в банке Bank of New South Wales.

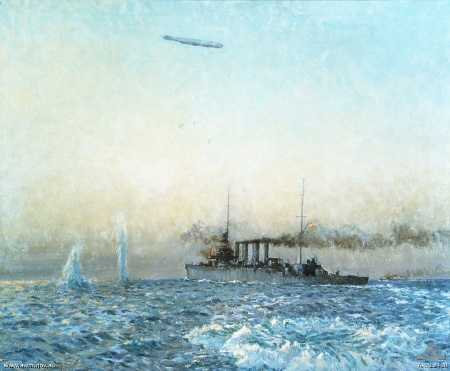
Сражение австралийского HMAS Sydney и немецкого Zeppelin L43 на картине Чарльза Брайнта

Изучал живопись в Сиднее под руководством Вильяма Листера и несколько лет был экспонентом Королевского художественного общества Нового Южного Уэльса (англ. Royal Art Society of New South Wales). В 1908 году Брайнт отправился в Лондон, где учился вместе с Джоном Хассаллом и Альбертом Юлиусом Олссоном. Выставлялся в Королевской академии художеств и Парижском салоне, где получил почетное упоминание за свою работу «Morning Mists» в 1913 году, и со многими известными обществами. После начала Первой мировой войны Чарльз Брайнт был назначен  в 1917 году официальным австралийским военным художником на Западном фронте; создал много картин для австралийского правительства, многие из которых в настоящее время находятся в Австралийском военном мемориале в Канберре.
В 1922 году он вернулся в Австралию, а в 1923 году был отправлен на подмандатные территории Новой Гвинеи, чтобы нарисовать сцены оккупации этой территории австралийцами. В 1925 году он написал картину американского флота, которую граждане Сиднея предоставили в дар правительству Соединенных Штатов. В настоящее время эта картина находится в вашингтонском Капитолии. Затем художник вернулся в Англию, и только через десять лет снова посетил Австралию, где в конце 1936 года он провел в Сиднее успешную персональную выставку, за которой последовала еще одна в Мельбурне.
За свои заслуги Брайнт являлся членом различных художественных обществ, президентом London Sketch Club. Работы австралийского художника представлены в галереях Сиднея, Мельбурна, Аделаиды и других городов, а также в Австралийском военном мемориале в Канберре и Имперском военном музее в Лондоне.
Умер 22 января 1937 года в Мэнли, пригород Сиднея, и был похоронен в церкви England cemetery. Женат не был.